# 児屋根塚古墳
児屋根塚古墳（こやねつかこふん）は、宮崎県西都市にある前方後円墳。茶臼原古墳群を構成する1基として1973年（昭和48年）8月18日に国の史跡に指定された。

## 概要
茶臼原古墳群はその分布状況から3つのグループ（春日地区・轟地区・上野地区）に分けられ、児屋根塚古墳はそのうちの春日地区に属する。古来より天児屋根命（あめのこやねのみこと）の墓と言い伝えられ、古墳名もこれに由来している。前方部をほぼ南に向けており、墳丘規模は全長110メートル、後円部径64メートル、後円部高さ7.5メートル、前方部幅63メートル、前方部高さ7.1メートルを測り、西都市内では女狭穂塚に次ぐ規模である。また楯型の周堀を有している。
後円部には戦時中に用途不明の竪穴が掘られていたため、1985年（昭和60年）5月に西都原古墳研究所が主体となって、復元のための調査を実施したところ、粘土槨に包まれた舶載四獣鏡1面、鉄剣2振（蛇行状剣・直鉄剣）、丸玉853個、管玉7個が出土した。特に四獣鏡と蛇行状剣は日向地方では珍しい。四獣鏡には「青蓋作竟宜孫東王公西王母青龍在左白虎在右宜孫子兮」の銘文がある他、文様をみても全国的にも類例はない。築造時期は副葬品や墳形（前方部）から5世紀初頭～前半の中葉の間と考えられている。
茶臼原古墳群には前方後円墳が児屋根塚古墳を含めて3基、円墳が52基（春日地区9基・轟地区9基・上野地区37基）存在するが、発掘調査が実施されたのは児屋根塚古墳のみで、詳細は不明である（古墳のある地帯は畑地であるため調査が実施しにくいことも挙げられる）。特に上野地区にある前方後円墳は墳形が柄鏡式と呼ばれる古式のもので、児屋根塚古墳より古いと推定されるため、早急な調査が期待される。